# Bestimmungsgrenze
Die Bestimmungsgrenze oder Quantifizierungsgrenze (englisch limit of quantification, LOQ) ist die kleinste Konzentration eines Analyten, welche zuverlässig quantitativ (d. h. mit einer festgelegten Präzision) bestimmt werden kann. Oft werden quantitative Analysenergebnisse erst oberhalb der Bestimmungsgrenze angegeben. Werte zwischen der Bestimmungsgrenze und der Nachweisgrenze gelten in der Regel nur als qualitativer Nachweis.
Für die analytische Chemie sieht die DIN 32645 zwei Verfahren vor, um die Bestimmungsgrenze zu ermitteln, die Leerwertmethode und die Kalibriergeradenmethode. Bei der Leerwertmethode, wird wie bei der Nachweisgrenze das Kriterium der gewünschten Genauigkeit auf die Präzision des Blindwertes bezogen, d. h. auf den statistischen Fehler (ausgedrückt durch die Standardabweichung) des Messverfahrens bei einer Null- oder Leermessung.
Die Bestimmungsgrenze nach der Leerwertmethode nimmt an, dass der absolute Messfehler konstant über den Wertebereich ist (siehe Homoskedastizität). Entsprechend der DIN 32645 liegt die Bestimmungsgrenze dann 10 Standardabweichungen über dem Messwert des Blindwertes (vgl. 3 Standardabweichungen für die Nachweisgrenze):
{\displaystyle {\text{Bestimmungsgrenze}}=y_{B}+10\cdot s_{B}}
- {\displaystyle y_{B}}: Mittelwert des Untergrundsignals bzw. Blindwertes
- {\displaystyle s_{B}}: Standardabweichung des Untergrundsignals bzw. Blindwertes

Bei der Kalibriergeradenmethode wird die Bestimmungsgrenze aus den Kalibrierungsmessungen mithilfe von Extrapolation über ein Regressionsverfahren bestimmt. Diese Methode kommt allgemein jedoch seltener zum Einsatz.
Einen weiteren Ansatz gibt es in der Labormedizin und der Mikrobiologie, da hier der Messfehler oft nicht konstant ist, sondern bei höheren Konzentrationen steigt. In diesem Fall wird die Präzision relativ zum Messwert über den Variationskoeffizient (CV) definiert. Die Bestimmungsgrenze entspricht der niedrigsten Konzentration, für den der CV Grenzwert noch unterschritten wird. Das Ziel für die analytische Präzision ist meistens ein CV unter 10 % oder 20 %, je nach Anwendungsfall.